# Jean du Haut de Salies
Jean du Haut de Salies (né à Salies-de-Béarn en 1594 - mort à Lescar le 18 avril 1681) est un ecclésiastique qui fut évêque de Lescar de 1658 à 1681.

## Biographie

### Liens familiaux
Jean du Haut est issu d'une famille béarnaise.
Jean était le fils d'Arnauld de Salies, seigneur de Ger et Duhau, membre du corps de ville de Salies, député par lui dans diverses circonstances auprès du conseil souverain, trésorier des biens ecclésiastiques. Ses parents sont inconnus mais tous deux de la religion réformée. Lui-même se convertit au catholicisme « à l'âge de raison » .
Il était frère de David Duhau de Salies, procureur du roi au parlement de Navarre, procureur général au Parlement de Pau.

### Carrière ecclésiale
Il fait ses études à l'université de Bordeaux et de destine à l'Église. Il devient bachelier en théologie vers 1620 et est ordonné prêtre une dizaine d'années plus tard. Il est aumônier d'Antoine II de Gramont, chanoine puis doyen de la collégiale de Bidache en 1636 et abbé commendataire de l'abbaye de prémontrés de Lahonce dans le diocèse de Bayonne.

### Evêque de Lescar
Jean Duhau de Salies, abbé de Saint-Léon de Bayonne, fut sacré évêque de Lescar en 1658 à 64 ans après la mort de Jean-Henri de Salette, il est consacré le 1er décembre par Nicolas Sévin l'évêque de Sarlat assisté de François Faure, évêque d'Amiens, et Jean de Montpezat, évêque de Saint-Papoul . Il est porté dans le catalogue sous le nom de Jean VII. Comme son prédécesseur, il est président des États de Béarn et doit intervenir pour préserver leurs droits notamment auprès de Colbert. Le 5 février 1659, Jean prêta serment de fidélité au roi.

### Mort
Il meurt à l'âge de 87 ans et laisse le souvenir d'un prélat pieux et d'une grande humilité comme en témoignent les dispositions qu'il laisse pour sa tombe où il interdit de « graver aucun éloge ». Il mourut le 18 avril 1681, à l'âge de quatre-vingt-sept ans. Sentant la mort venir et redoutant les éloges même après son trépas, il demanda dans son testament qu'on ne mit sur sa tombe d'autre inscription que la suivante : « Jean de Salies, évêque de Lescar, attend dans ce tombeau le jour de la résurrection. Il est mort pour ne jamais mourir, le... Priez pour lui. » .